# Kronprinsessans centralråd för landstormens beklädnad och utrustning
Kronprinsessans centralråd för landstormens beklädnad och utrustning, Beklädnadsföreningen var en frivillig försvarsorganisation för kvinnor. Organisationen bildades 1914 på initiativ av Kronprinsessan Margareta och dess verksamhet gick ut på att samordna och styra alla organisationer vars verksamhet var inriktad mot att tillverka beklädnad och utrustning till landstormen. I Beklädnadsföreningens styrelse ingick bland annat Eva Upmark från Kvinnornas Uppbåd och Anna Broms från Stockholms kvinnors landstormsförening. Organisationens expedition låg på Riddarholmen i Stockholm. Under krigsåren ingick mer än 90 lokala frivilliga organisationer i Beklädnadsföreningen. Organisationen avvecklades 1921.